# NGC 2927
NGC 2927 је спирална галаксија у сазвежђу Лав која се налази на NGC листи објеката дубоког неба.
Деклинација објекта је + 23° 35' 25" а ректасцензија 9h 37m 15,1s. Привидна величина (магнитуда) објекта NGC 2927 износи 13,1 а фотографска магнитуда 13,9. NGC 2927 је још познат и под ознакама UGC 5122, MCG 4-23-16, CGCG 122-32, PGC 27385.